# 耳疮
耳疮是一个中医术语，指发生在外耳道的弥漫性的红肿疮疡，特征包括外耳道弥漫性红肿、溃疡、渗液。中医的观点认为，耳疮的证型有两种，即风热邪毒侵袭和肝胆湿热上蒸。

## 外部連結
- 外耳道癤腫 中藥方劑圖像數據庫 (香港浸會大學中醫藥學院) （中文）（英文）